# Condado de Randolph (Alabama)
O Condado de Randolph é um dos 67 condados do estado norte-americano do Alabama. De acordo com o censo de 2022, sua população é de 22.479 habitantes. A sede do condado é Wedowee e a sua maior cidade é Roanoke. O condado foi fundado em 1832 e recebeu o seu nome em homenagem a John Randolph, que foi um congressista da Virgínia.

## História
O condado foi estabelecido em 18 de dezembro de 1832, após os atos de remoção indígena. O território do condado tem origem nas terras creeks cedidas pelo Tratado de Cusseta (24 de março de 1832).
A primeira sede do condado foi designada em Hedgeman Triplett's ferry, na margem ocidental do rio Tallapoosa, em torno de 16 km a oeste de Wedowee. Em 1835, a sede foi transferida para Wedowee. A cidade se encontra na região central do condado, em uma bifurcação do rio Little Tallapoosa. Wedowee tem seu nome derivado de um chefe tribal creek local e significa "água que flui", na língua muscogee.
O principal polo de desenvolvimento do  condado foi a agricultura, especialmente através das plantations de algodão, nas quais se empregou majoritariamente a mão de obra afro-americana, levada à região pelos migrantes do Alto-Sul durante o período do tráfico de escravos doméstico.

## Geografia
De acordo com o censo, sua área total é de 1510 km², destes sendo 1503,5 km² de terra e 6,5 km² de água.

### Condados adjacentes
- Condado de Cleburne, norte
- Condado de Carroll (Geórgia), nordeste
- Condado de Heard (Geórgia), leste
- Condado de Troup (Geórgia), sudeste
- Condado de Chambers, sul
- Condado de Tallapoosa, sudoeste
- Condado de Clay, oeste

## Transportes

### Principais rodovias
- U.S. Highway 431
- State Route 22
- State Route 48
- State Route 77

### Ferrovias
- CSX Transportation

## Demografia
De acordo com o censo de 2022:
- População total: 22.479
- Densidade: 15 hab/km²
- Residências: 12.531
- Famílias: 8.607
- Composição da população:
  - Brancos: 78,3%
  - Negros: 18,8%

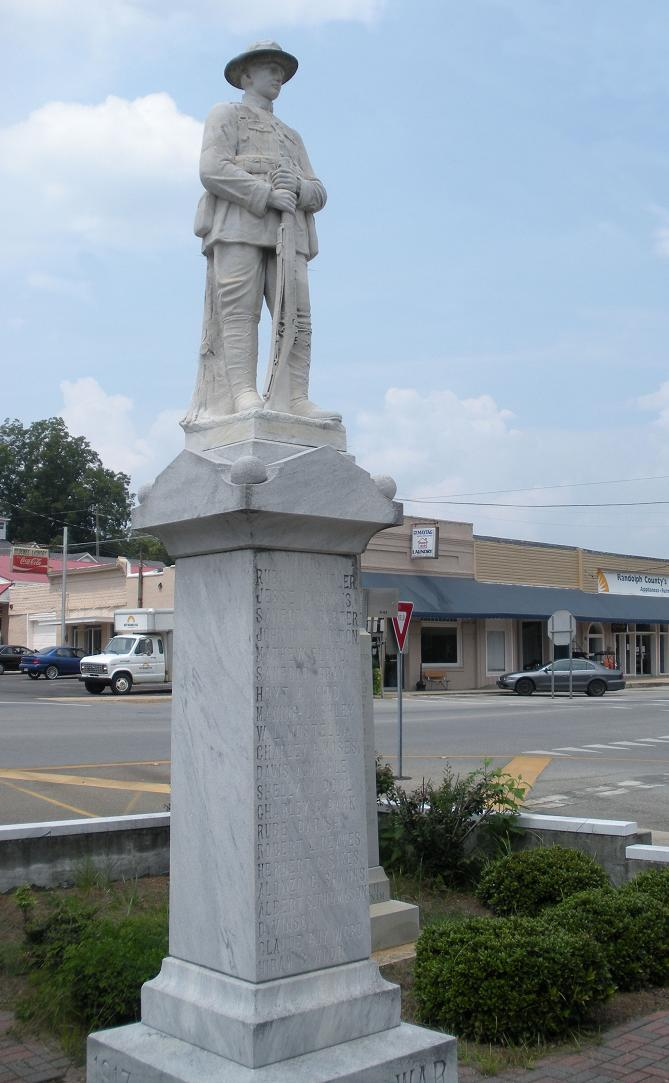
Monumento em Wedowee, sede do condado de Randolph, Alabama.

  - Nativos americanos e do Alaska: 0,5%
  - Asiáticos: 0,5%
  - Nativos havaianos e outros ilhotas do Pacífico: 0,1%
  - Duas ou mais raças: 1,7%
  - Hispânicos ou latinos: 2,9%

## Comunidades

### Cidade
- Roanoke

### Vilas
- Wadley
- Wedowee (sede)
- Woodland

### Áreas censitárias
- Graham
- Morrison Crossroads
- Rock Mills

### Comunidades não-incorporadas
- Almond
- Ava
- Bacon Level
- Corinth (norte)
- Corinth (sul)
- Dingler
- Folsom
- Hobson
- Liberty Grove
- Louina
- Newell
- Omaha
- Potash
- Swagg